# Dallmann & Co.
Die Dallmann & Co. Fabrik pharmazeutischer Präparate GmbH ist ein 1889 gegründeter Hersteller von Hals- und Hustenbonbons mit Sitz in Hofheim am Taunus.
Das Unternehmen gehört seit 2012 zum Katjes-Konzern.

## Geschichte

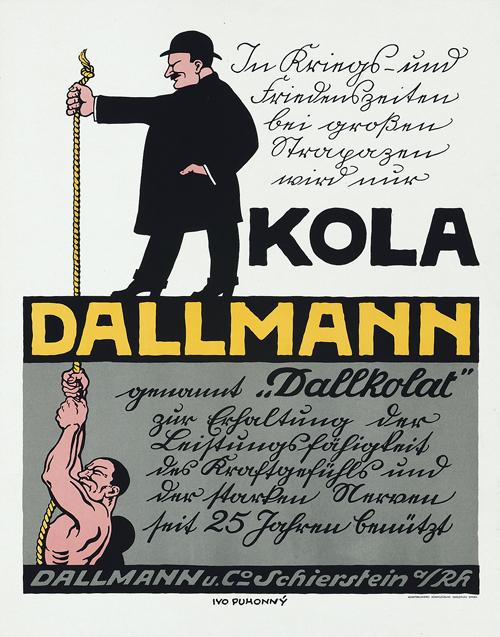
Plakat Kola Dallkolat
Dallmann & Co. 1914
Kunstdruckerei Künstlerbund Karlsruhe nach einem Entwurf von Ivo Puhonny

1889 gründete der am 17. Januar 1858 in Köslin geborene Apotheker Georg Dallmann in Gummersbach zur Produktion von medizinischen Spezialbonbons die Firma Dallmann & Co. Das erste Produkt war Kola-Dallmann oder (Dallkolat), ein Kaubonbon gegen Müdigkeit mit den Wirkstoffen aus der Kolanuss. Es folgte eine Version für Diabetiker sowie Guarana-Bonbons und Tamarinden-Abführmittel. Bereits um 1900 finden sich hierzu Werbung und Nennungen in pharmazeutischen Listen. 1901 verlegte Dallmann aus Raumnot den Betriebsstandort zu seiner Schwester nach Wiesbaden-Schierstein und firmierte dort unter Fabrik pharmazeutischer Präparate Dallmann & Co. Im gleichen Jahr meldete er zusammen mit Otto Schütz ein Verfahren zur Herstellung eines Harnstoff-Präparates in England (GB190106771A) und den USA (US690080A) zum Patent an. Bekannt wurde vor allem Dalkolat in den Folgejahren als Aufputschmittel für den Sport und das Militär. Hierzu wurde auch mit Prominenten geworben wie beispielsweise 1913 mit dem Weltenbummler-Ehepaar William Hunter Workman und Fanny Bullock Workman. Nach dem Ersten Weltkrieg erfolgte die Markteinführung einer Reihe weiterer medizinischer Tabletten wie zum Beispiel Dallmann’s Kohle Tabletten, Eligoltabletten, das Schmerzmittel Nucedal (Nichtopioid-Analgetikum) oder Perukognak zur Bekämpfung der Tuberkulose.
Nach dem Tod von Georg Dallmann 1940 übernahmen die Söhne der Schwester, Hans und Helmut Wellmann, die Geschäftsführung. Am Ende des Zweiten Weltkriegs war die Produktion bei Dallmann weitgehend eingestellt. Nachdem Helmut Wellmann 1946 aus der Kriegsgefangenschaft zurückgekehrt war, studierte er Pharmazie. Im Anschluss entwickelte er ein Hustenbonbon auf Salbei-Basis, das ab 1959 von Dallmann & Co. produziert und unter dem Namen Dallmann’s Salbei-Bonbons vermarktet wurde.
Breiter bekannt wurden Dallmann’s Salbei-Bonbons erst mit der Ökowelle der 1980er Jahre. Dies führte zu einem wirtschaftlichen Aufschwung. Zu dieser Zeit trat auch Klaus Wellmann, der Sohn von Helmut Wellmann, mit in das Unternehmen ein. Nach einer Veränderung der Arzneimittelgesetze stellte Dallmann die Produktion der Kola-Dallmann 1998 ein sowie 2001 auch die der Dallmann’s Guarana-Bonbons. Einziges Produkt des Unternehmens blieben die Salbei-Bonbons.
Bis zum März 2012 war Dallmann & Co. ein Familienbetrieb in dritter Generation. Danach übernahm die Katjes International GmbH & Co. KG über ihre Tochtergesellschaft, die Candy Pharma GmbH, alle Anteile an der Dallmann & Co. Fabrik pharmazeutischer Präparate GmbH. Im zweiten Quartal 2015 erfolgte der Umzug der Produktion von Wiesbaden-Schierstein nach Hofheim am Taunus. Im selben Jahr wurden neue Verpackungen eingeführt. Neben der traditionellen gelben Faltschachtel gab es nun auch wieder eine Blechverpackung sowie Salbei-Bonbons in Beuteln.

## Unternehmen

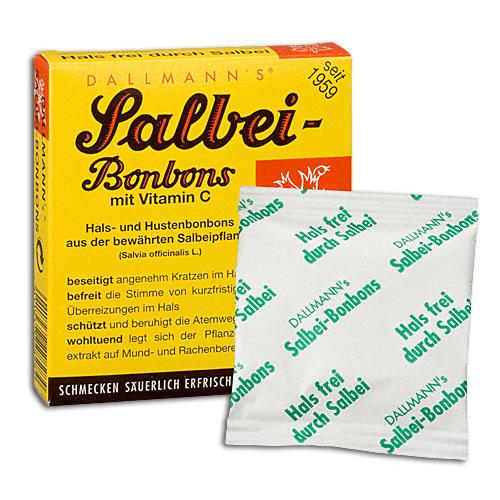
Salbei-Bonbons

Die Dallmann & Co. Fabrik pharmazeutischer Präparate GmbH produziert Hals- und Hustenbonbons und ist nach eigenen Aussagen Marktführer bei Hustenbonbons in deutschen Apotheken, gemessen an der Anzahl der verkauften Packungen. Vertrieben werden die Produkte im deutschsprachigen Raum sowie in den USA überwiegend über Apotheken und Drogerien, insbesondere in nahezu allen 21.000 deutschen Apotheken. Seit Herbst 2015 werden von Dallmann auch Wick-Hustenbonbons von Procter & Gamble europaweit in Apotheken vermarktet.

### Unternehmensstruktur
Stand 2015:
- Katjes International GmbH & Co. KG, Emmerich am Rhein
  - Candy Pharma GmbH, Wiesbaden
    - Dallmann & Co. Fabrik pharmazeutischer Präparate GmbH, Hofheim am Taunus

### Produkte (Auswahl)
- Kola-Dallmann (Dallkolat) (1889 bis 1998)[3]
- Tamarinden-Essenz (Tamess) (ca. 1890)[22]
- Pepsin-Saft (1893)[23]
- Perco (1897)[23]
- Dallmann’s Guarana-Bonbons (ca. 1900 bis 2001)[1]
- Dallmann’s Kohle Tabletten (um 1919)[12]
- Eligoltabletten (Vitamin-Kalk-Phosphor-Rhodan-Siliziumtabletten) (um 1919)[11]
- Nucedal Tabletten Aminophenazon (um 1919)[12]
- Perukognak (Perubalsam) (um 1913)[13]
- Ringulein (1933)[23]
- Dallmann’s Salbei-Bonbons (seit 1959)[1]
- Dallmann’s Thymian-Bonbons (seit 2015)[16]
- Dallmann’s Salbei-Bonbons mit Lindenblütenhonig (seit 2017)
- Dallmann’s Salbei-Bonbons mit sanfter Kirsche (seit 2017)

## Historische Werbung
Historische Plakate, Anzeigen und Blechverpackungen finden sich noch heute in einigen Sammlungen, unter anderem im Deutschen Historischen Museum und im Imperial War Museum. Besonders zwischen 1914 und 1938 wurden Anzeigen und Plakate von namhaften Künstlern gestaltet.
- Plakat: Kola Dallmann Dalkolat, 1914, Kunstdruckerei Künstlerbund Karlsruhe nach einem Entwurf von Ivo Puhonny im Jugendstil
- Inserate: Um 1914 gestaltet von Ivo Puhonny
- Plakat: Kola Dallmann Dalkolat, 1915, nach einem Entwurf von Ludwig Hohlwein[26]
- Inserate: Zwischen 1915 und 1925 gestaltet von Ludwig Hohlwein
- Reklamemarken: Kola Dalmann Dalkolat, nach Entwürfen von Johann Peter Werth (1876–1960), deutscher Maler, Grafiker und Illustrator
- Inserate: Zwischen 1930 und 1938 mit Grafik und Limericks, Künstler unbekannt.

## Historische Gebäude

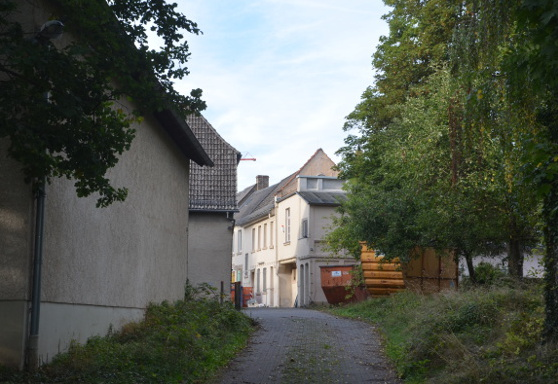
Dallmann-Höfe

- Dallmann Bonbon-Fabrik in Wiesbaden-Schierstein. Hauptgebäude erbaut um 1900 auf einem älteren Gewölbekeller. War von 1901 bis 2015 Sitz des Unternehmens. Heute als Dallmann Höfe ein Wohnquartier.[5]